# MFK Mikołajów-2
MFK Mikołajów-2 (ukr. Муніципальний футбольний клуб «Миколаїв»-2, Municypalnyj Futbolnyj Kłub „Mykołajiw”-2) – ukraiński klub piłkarski, mający siedzibę w mieście Mikołajów na południu kraju. Jest farm klubem MFK Mikołajów.

## Historia
Chronologia nazw:
- 1992: Ewis-2 Mikołajów (ukr. «Евіс-2» Миколаїв)
- 10.1994: SK Mikołajów-2 (ukr. СК «Миколаїв»-2)
- 2002: MFK Mikołajów-2 (ukr. МФК «Миколаїв»-2)

Druga drużyna piłkarska klubu Ewis-2 została założona w Mikołajowie w roku 1992. Zespół startował w rozgrywkach o Mistrzostwo i Puchar obwodu mikołajowskiego. W sezonie 1993/94 klub debiutował w Pucharze Ukrainy, gdzie przegrał w 1/64 finału. W październiku 1994 klub zmienił nazwę na SK Mikołajów-2. W sezonie 1996/97 zgłosił się do rozgrywek Amatorskiej ligi, gdzie zajął ostatnie 3.miejsce w grupie 6. Potem występował w rozgrywkach obwodowych i regionalnych. W 2002 klub przyjął obecną nazwę MFK Mikołajów-2. W okresie problemów finansowych klubu w 2012 roku rozwiązano, ale w 2013 został przywrócony.
21 czerwca 2017 roku został dopuszczony do rozgrywek Druhiej Lihi i otrzymał status profesjonalny.

## Sukcesy

### Trofea międzynarodowe
Nie uczestniczył w rozgrywkach europejskich (stan na 31-05-2018).

### Trofea krajowe
| \| \| Zdobyte trofea w rozgrywkach Ukrainy (stan na: 31-05-2018) \| |                                                            |      |          |
| Rozgrywki                                                           | Osiągnięcie                                                | Razy | Sezon(y) |
| · Mistrzostwo                                                       | I miejsce                                                  | 0    |          |
| · Mistrzostwo                                                       | II miejsce                                                 | 0    |          |
| · Mistrzostwo                                                       | III miejsce                                                | 0    |          |
| Puchar                                                              | zdobywca                                                   | 0    |          |
| Puchar                                                              | finalista                                                  | 0    |          |
| Puchar                                                              | 1/64 finału                                                | 1    | 1993/94  |
| II liga                                                             | I miejsce                                                  | 0    |          |
| II liga                                                             | II miejsce                                                 | 0    |          |
| II liga                                                             | III miejsce                                                | 0    |          |
| Ukraina                                                             | Zdobyte trofea w rozgrywkach Ukrainy (stan na: 31-05-2018) |      |          |

- Druha liha (III poziom):
  - 9.miejsce: 2017/18 (grupa B)
- Amatorska liha (IV poziom):
  - 3.miejsce: 1996/97 (grupa 6)
- Mistrzostwa obwodu mikołajowskiego:
  - wicemistrz (4x): 1998/99, 1999 (j), 2000, 2002
  - 3.miejsce (1x): 1995/96
- Puchar obwodu mikołajowskiego:
  - finalista (1x): 2000

## Stadion
Klub rozgrywa swoje mecze domowe na stadionie Centralnym w Mikołajowie, który może pomieścić 16700 widzów. Również gra na stadionie ze sztucznym pokryciem w Parku Peremohy.

## Trenerzy
...
- 2003–2004:  Władłen Naumenko

...
- 01.2009–04.2010:  Wiaczesław Mazarati

...
- 06.2017–...:  Wiaczesław Mazarati